# Habitatge al carrer Montserrat, 31 (Calafell)
Habitatge al carrer Montserrat, 31 és un edifici noucentista de Calafell (Baix Penedès) protegit com a bé cultural d'interès local.

## Descripció
Es tracta d'un edifici de planta trapezoïdal amb una única planta que disposa d'un pati a la part posterior de la finca, en la qual hi ha un cos annex. La façana principal mostra una composició ordenada a partir d'un eix central, on hi ha la porta d'accés, que conserva la porta de fusta original. A cada banda hi ha una finestra vertical amb reixes de ferro. Les obertures estan emmarcades i a la part superior hi ha una decoració de garlandes. A la part baixa de la façana hi ha un sòcol i a la superior una cornisa i un ampit. A la part central de l'ampit hi ha un cos sobrealçat i cada extrem una copa de pedra artificial. La façana és pintada de blanc i gris.
El sistema constructiu és de tipus tradicional amb murs de càrrega i sostres unidireccionals amb jàsseres i bigues de fusta. Els murs són de maons ceràmics amb morter de calç. Els elements ornamentals són de pedra artificial i estuc.